# 基瑟諾克河
基瑟諾克河是俄羅斯的河流，位於堪察加半島，河道全長約23公里，河水主要來自融雪和雨水，最終注入葉洛夫卡河，是虹鱒和遠東紅點鮭的棲息地。